# جغرافیای مالی

موقعیت مالی در غرب آفریقا.

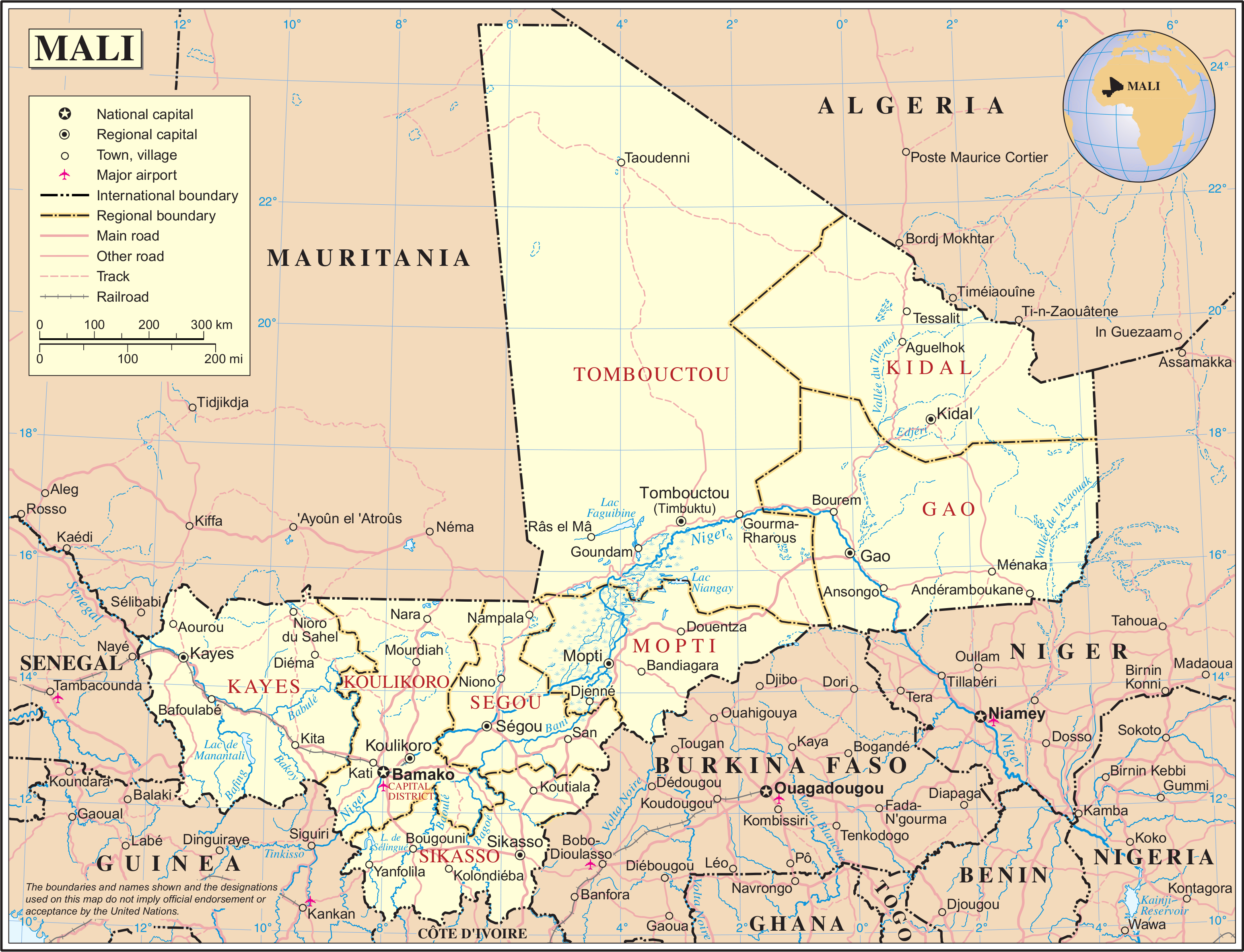
نقشه سیاسی مالی.

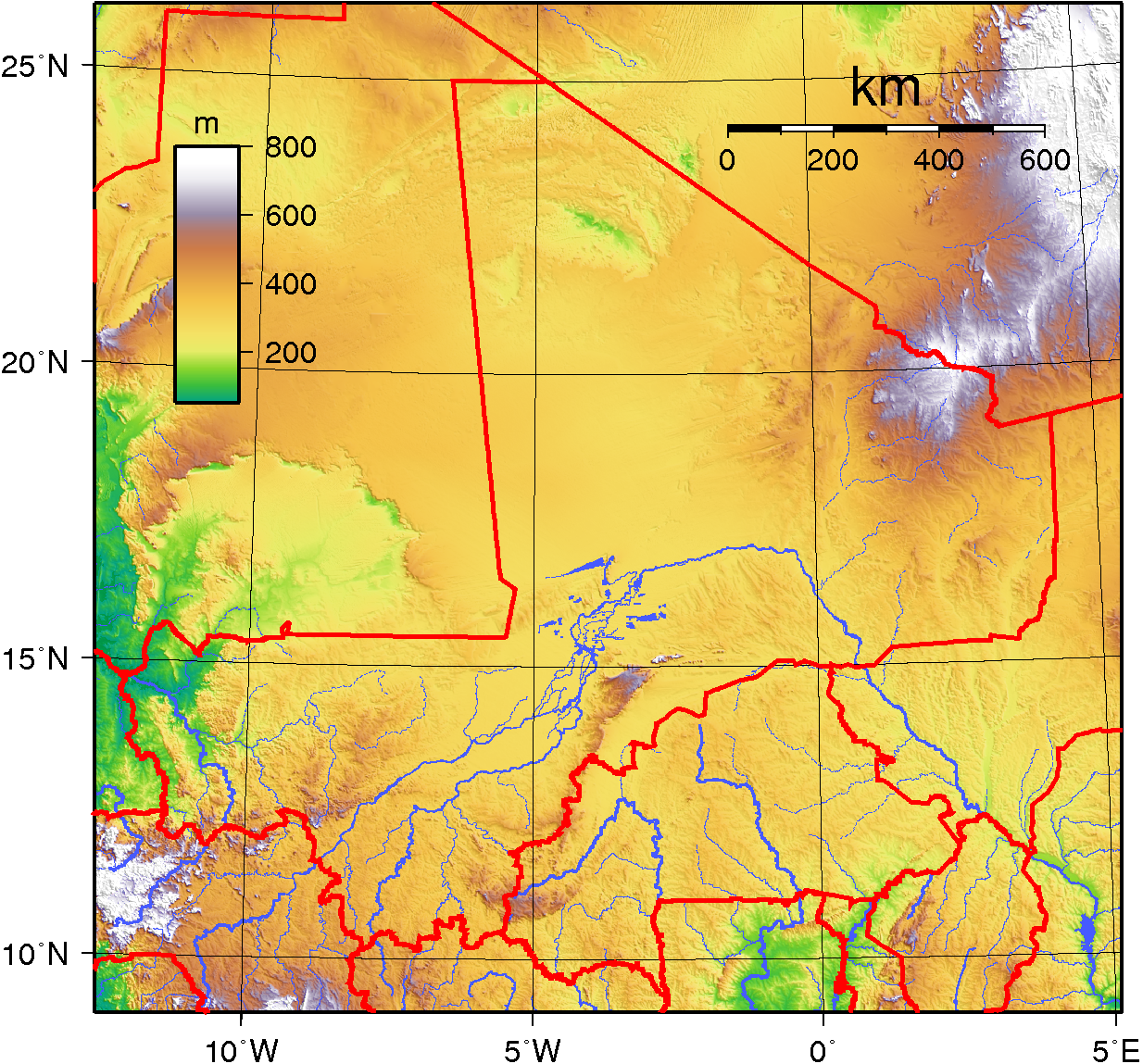
نقشه ناهمواری‌های مالی.

مالی یک کشور محصور در خشکی در غرب آفریقا است که در جنوب غربی الجزایر واقع شده‌است. مالی از سمت جنوب غربی تا صحرای بزرگ آفریقا و سپس تا یک منطقه گرم‌دشتی غرب آفریقا ادامه می‌یابد.
مساحت مالی ۱٬۲۴۰٬۱۹۲ کیلومتر مربع است. مناطق بیابانی و نیمه‌بیابانی حدود ۶۵ درصد از کل مساحت مالی را پوشش می‌دهد. رود نیجر در این کشور یک دلتای داخلی بزرگ و حاصلخیز ایجاد می‌کند. این رود با گذر از مالی سرانجام به خلیج گینه می‌ریزد.
سرزمین مالی در جنوب عمدتاً گرم‌دشت (ساوانا) و در شمال مسطح و تپه‌ماهوری یا فلات مرتفع (۲۰۰ تا ۵۰۰ متر) است. تپه‌های ناهمواری در شمال شرقی وجود دارد که ارتفاع آنها تا ۱۰۰۰ متر می‌رسد.
رود نیجر (با ۱۶۹۳ کیلومتر در مالی) و رود سنگال دو رودخانه بزرگ مالی هستند. رود نیجر به‌طور کلی به عنوان منبع حیات در مالی، منبع غذا، آب آشامیدنی، آبیاری و شاهراه ترابری کشور توصیف می‌شود. پست‌ترین نقطه این کشور بر روی رودخانه سنگال (۲۳ متر) و بلندترین نقطه آن هومبوری تُندو (۱۱۵۵ متر) است.
اگرچه مالی یکی از بزرگترین کشورهای آفریقا است، اما جمعیت نسبتاً کمی دارد که عمدتاً در امتداد رودخانه نیجر ساکن‌اند. به استثنای برخی رودهای فصلی در شمال شرق، شبکه زهکشی مالی به‌طور کامل از رودخانه‌های سنگال و نیجر و شاخه‌های آنها تشکیل شده‌است. 

## آب و هوا
مالی در منطقه بین گرمسیری قرار دارد و دارای آب و هوای گرم و خشک است و خورشید در بیشتر طول سال در نزدیکی اوج خود قرار دارد. به‌طور کلی، دو فصل متمایز وجود دارد، خشک و مرطوب. فصل خشک که از نوامبر تا ژوئن ادامه دارد، با رطوبت کم و درجه حرارت بالا مشخص می‌شود و تحت تأثیر بادهای خزنده و هارماتان قرار می‌گیرد. این بادها از نوامبر تا ژانویه از شمال شرق می‌وزد و باعث هوای نسبتاً سردی می‌شود و میانگین دمای هوا را در ۲۵ درجه سانتی‌گراد قرار می‌دهد. از مارس تا ژوئن، هارماتان، یک باد خشک و گرم که از شرق از صحرای بزرگ می‌وزد، خاک را با گردبادهای پر گرد و غبار خود می‌برد و با دمای روزانه حدود ۴۰ تا ۴۵ درجه سانتی‌گراد همراه است. 
در فصل بارندگی، از ژوئن تا اکتبر، باد موسمی از جنوب غربی می‌وزد. قبل از ابرهای سیاه بزرگ، طوفان‌های شدید باران اغلب شامل بادهای شدید و رعد و برق است. در ماه اوت، زمانی که بیشتر بارندگی‌ها اتفاق می‌افتد، درجه حرارت تا حدودی پایین‌تر است.